# مهاجرت سیاره‌ای
مهاجرت سیاره‌ای (انگلیسی: Planetary migration)، یا حضور یک سیاره در منظومه‌ای که در آن شکل نگرفته، هنگامی اتفاق می‌افتد که یک سیاره یا یک پیکر آسمانی دیگر در مدار یک ستاره در حال تعامل با یک دیسک گازی یا خرده‌سیاره‌ای باشد و در نتیجه پارامترهای مداری آن به ویژه محور نیمه بزرگ آن تغییر کند. مهاجرت سیاره‌ای محتمل‌ترین توضیح برای مشتری‌های داغ است: سیاره‌های فراخورشیدی با توده‌های جووی اما مدار چند روزه. نظریه عمومی پذیرفته شده تشکیل سیاره از یک دیسک پیش سیاره‌ای پیش‌بینی می‌کند که چنین سیاره‌هایی نمی‌توانند آنقدر نزدیک به ستاره‌هایشان تشکیل شوند، زیرا جرم کافی در چنین شعاع‌های کوچکی وجود ندارد و درجه حرارت بیش از حد بالا است تا امکان تشکیل سیاره‌های کوچک و یخی را فراهم کند.
همچنین مشخص شده که سیاره‌ها با جرم زمینی ممکن است در معرض مهاجرت سریع به داخل قرار بگیرند اگر که دیسک گازی هنوز موجود باشد. اگر این سیاره‌ها از طریق مکانیزم تجمع هسته تشکیل شوند، این ممکن است بر تشکیل هسته‌های سیاره‌های غول‌پیکر (که جرم آنها از مرتبه ۱۰ جرم زمین است) تأثیر بگذارد.

## انواع دیسک

### دیسک گازی
مشاهده می‌شود که طول عمر دیسک‌های گازی پروتئو سیاره در اطراف ستاره‌های جوان چند میلیون سال است. اگر در حالی که گاز همچنان وجود دارد، سیارات با جرم‌های تقریباً جرم زمین یا بیشتر از آن شکل بگیرند، سیارات می‌توانند حرکت زاویه ای با گاز اطراف آن را در صفحه اولیه سیاره مبادله کنند تا مدار آنها به تدریج تغییر کند. اگرچه حس مهاجرت به‌طور معمول در دیسک‌های همدما به صورت محلی وجود دارد، اما مهاجرت به خارج ممکن است در دیسک‌هایی که دارای شیب آنتروپی هستند رخ دهد.